# Eva Pavlová
Eva Pavlová (rozená Zelená, * 5. listopadu 1964 Šumperk) je podplukovnice české armády v záloze, od září 2022 zastupitelka obce Černouček a od března 2023 první dáma České republiky z titulu manželky prezidenta republiky Petra Pavla.

## Život
Vyrůstala v obci Jindřichov na Šumpersku, na základní školu chodila v sousedních Hanušovicích. Vystudovala gymnázium v Šumperku a v rámci sportovních aktivit se věnovala zejména střelbě. Po maturitě roku 1983 pokračovala ve studiu na Vojenské odborné škole žen při Vysoké vojenské letecké škole v Košicích. V roce 1985 chtěla pokračovat ve své armádní kariéře. Proto se přihlásila ke studiu na bratislavské Vojenské politické akademii Klementa Gottwalda. Podle jejího vyjádření jí bylo nejdříve oznámeno, že nemá vyhovující „kádrový profil“. Podala tak přihlášku do Komunistické strany Československa. Na začátku sametové revoluce, 20. listopadu 1989, z komunistické strany vystoupila. Své členství ve straně pak zhodnotila jako chybu. Vysokou školu dokončila roku 1990.
Na posádkové ubytovně v Prostějově se poté seznámila s Petrem Pavlem. Protože však oba měli partnery, začal jejich vztah až o několik let později. Svatba se uskutečnila v roce 2004. Manželovi pomáhala na generálním štábu, kde měla na starosti komunikaci se zahraničními vojenskými a leteckými přidělenci do České republiky. Po odchodu z armády začala působit na pozici asistentky v mediačním centru Manofi. S manželem bydlí pod Řípem, v domku v obci Černouček.
V komunálních volbách v roce 2022 kandidovala jako nezávislá do zastupitelstva Černoučku ze 4. místa kandidátky subjektu „SNK Černouček 2022“. Mandát zastupitelky obce se jí podařilo získat.
Z předchozího manželství má dceru Evu (* 1992). Petr Pavel je z předchozího vztahu otcem synů Jana (* 1990) a Petra (* 1993). Na konci roku 2022 byli dohromady prarodiči čtyř vnoučat.

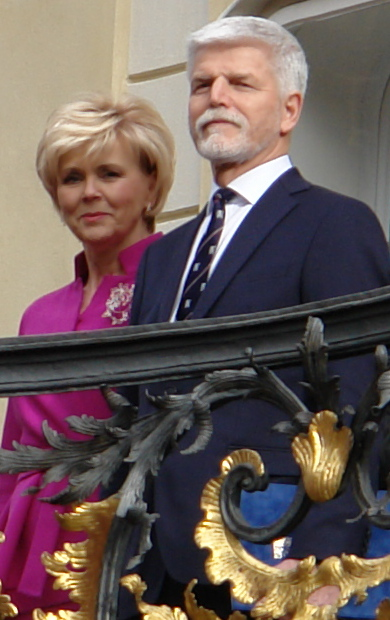
Petr Pavel s manželkou na třetím nádvoří Pražského hradu v rámci prezidentské inaugurace (březen 2023)
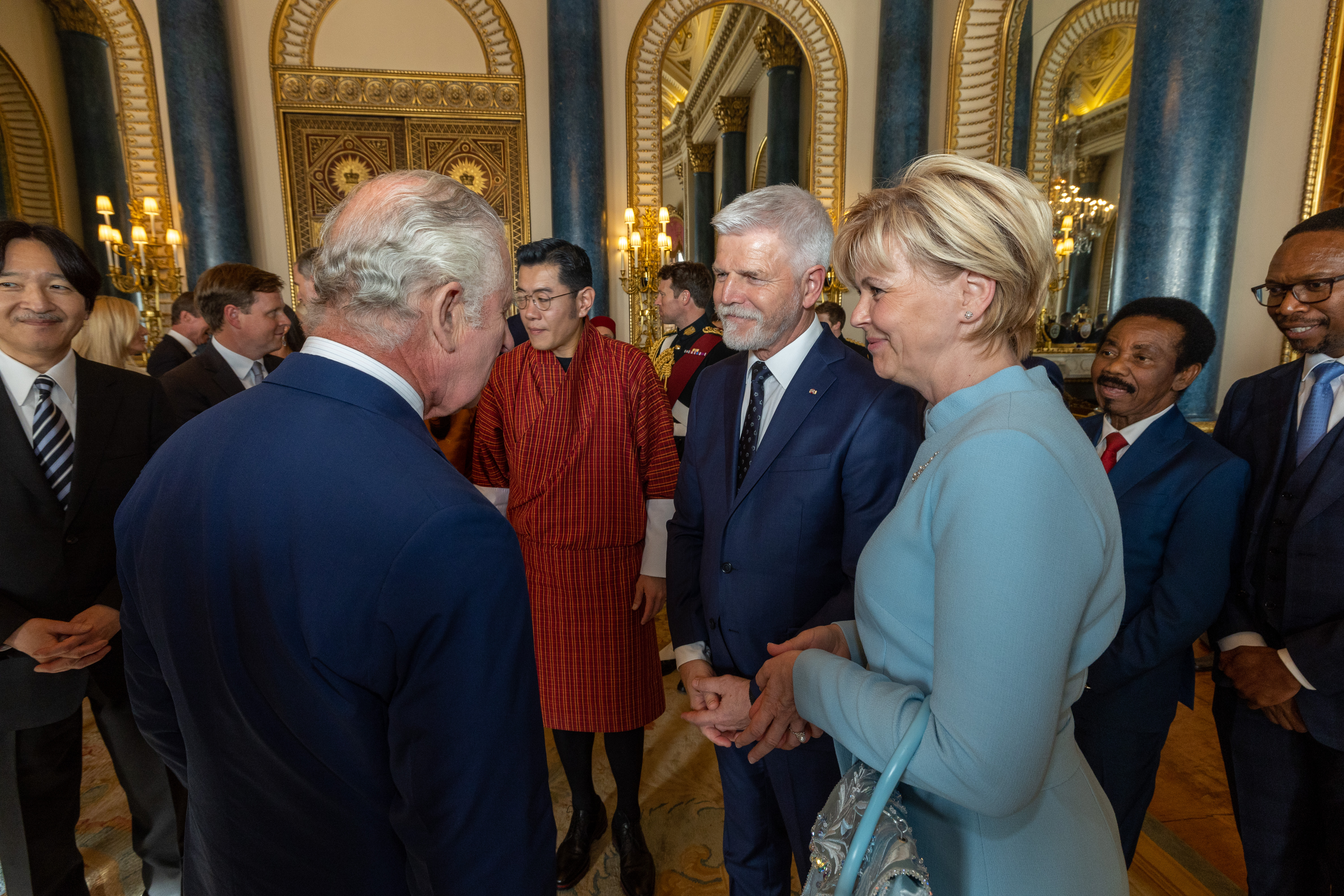
Eva Pavlová s manželem na recepci britského krále Karla III. v Buckinghamském paláci v předvečer korunovace (květen 2023)
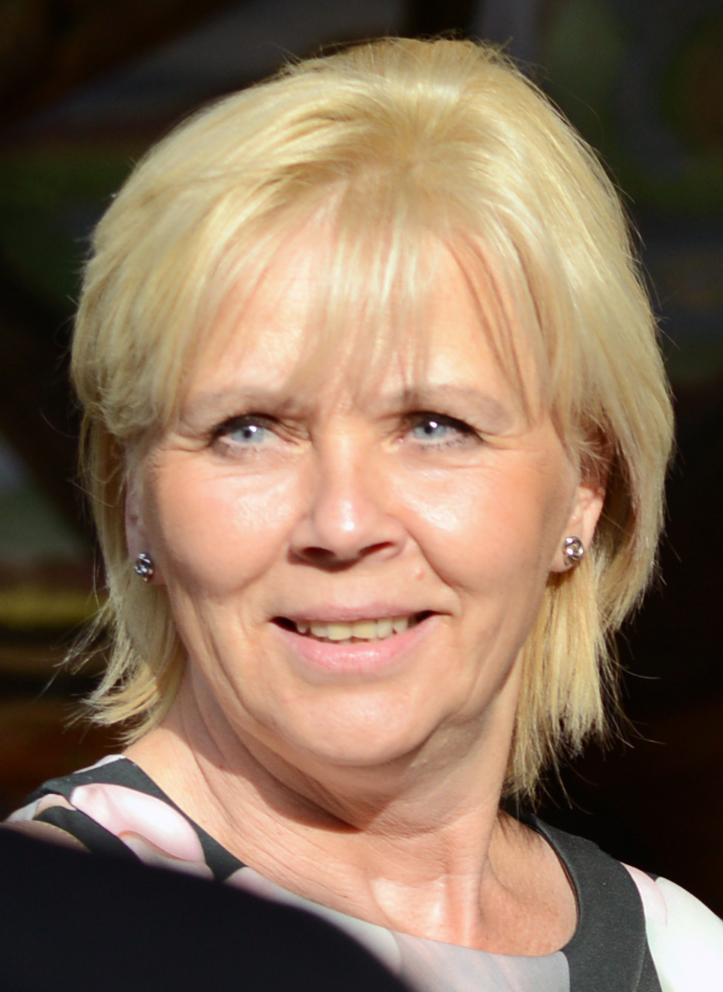
Eva Pavlová během návštěvy prvního páru v Moravském krasu (září 2023)
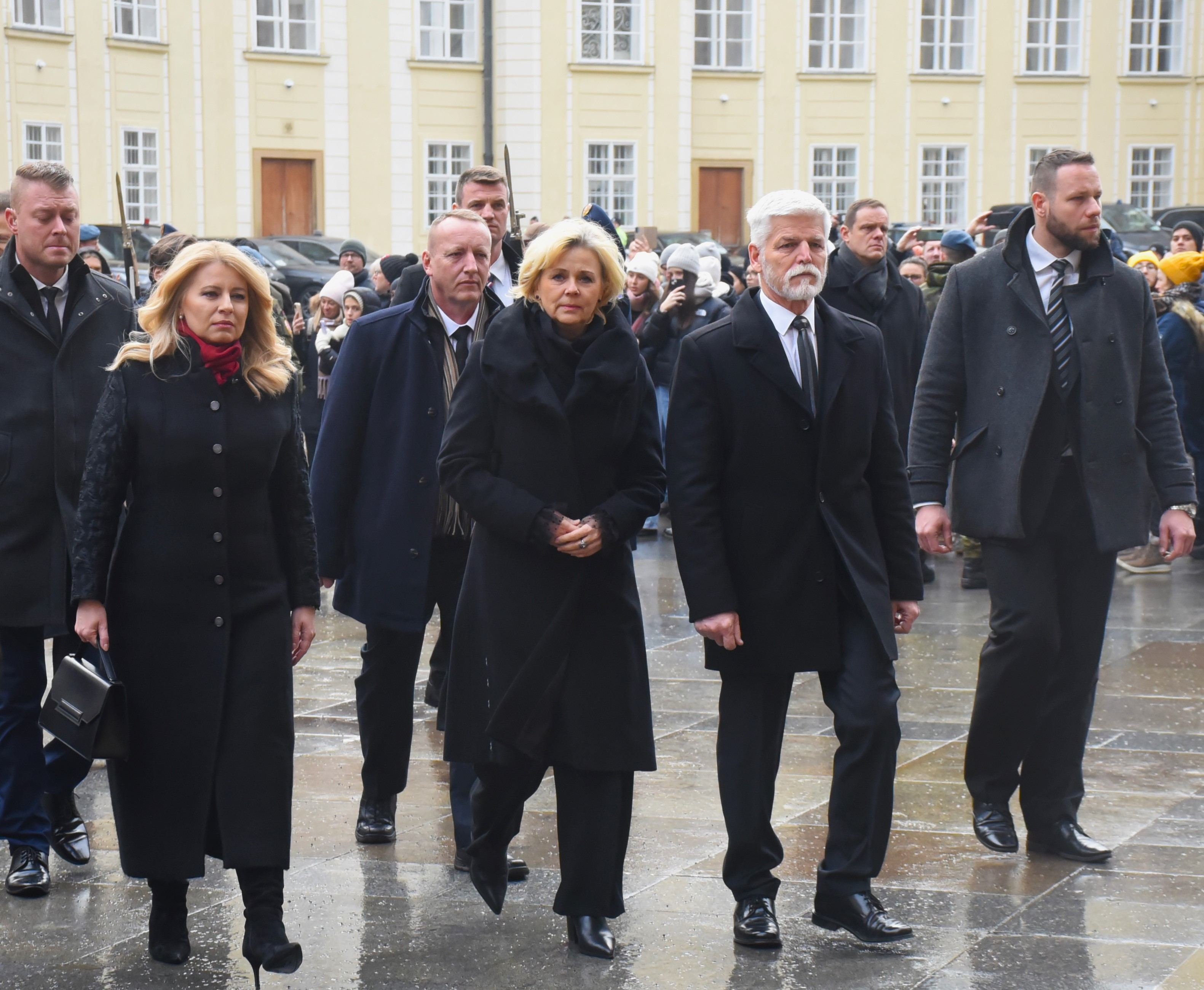
První dáma mezi manželem a slovenskou prezidentkou Zuzanou Čaputovou před rozloučením s Karlem Schwarzenbergem (prosinec 2023)